# Евреи-панки
Евреи-панки (англ. Punk Jews) — американский документальный фильм 2012 года режиссёра Джесси Зука Манна и продюсеров Сола Судина (мужа Эльке Ревы Судин, которая появляется в фильме), Эвана Кляйнмана и Александра Эмануэле. В фильме рассказывается о нескольких нетрадиционных ортодоксальных еврейских художниках, активистах и группах, базирующихся в Нью-Йорке.

## Краткое содержание
Фильм начинается с того, что Ишай Романофф, солист хасидской панк-группы Moshiach Oi!, стоит на крыше и говорит: «Вот как вы несёте свет в мир. Вы встаёте утром и кричите: «БОГ!»», что он и продолжает демонстрировать.
В фильме рассказывается о нескольких нетрадиционных еврейских художниках, активистах и группах. К ним относятся:
- Кэл Хольцлер, основатель организации «Голоса за достоинство», борется с сексуальным насилием над детьми в хасидских общинах, жертвой которого стал он сам.
- Холент — еженедельное собрание евреев самых разных религиозных и культурных традиций.
- «Удивительная Эми» Харлиб, она же Йога Йента, пожилая еврейская акробатка и артистка перформанса.
- Рэпер Иц Джордан («Y-Love[англ.]») и блоггер Шаис Ришон («Ма Ништана») обращаются к предрассудкам, с которыми сталкиваются афроамериканские евреи[англ.] в ортодоксальной общине.
- Sukkos Mob, группа возрожденцев идишского театра и уличных артистов.

## История
Замысел фильма родился у Манна и Кляйнмана после того, как их пригласили на собрание Холент в синагоге Миллинери-Центр, и впоследствии они стали постоянными посетителями. Именно там они познакомились с еврейской контркультурой и познакомились со многими героями фильма, а также с сопродюсером Саулом Судином.
Фильм финансировался через Kickstarter, собрав пожертвования в размере 10 721 доллара, и распространялся компаниями Adon Olam Productions и Национальным центром еврейского кино.

## Релиз
Премьера фильма «Евреи-панки» состоялась 11 декабря 2012 года в Еврейском общинном центре Манхэттена. Впоследствии премьера фильма состоялась в Польше 25 апреля 2013 года на Международном кинофестивале «Еврейские мотивы».

## Критика
Фильм получил неоднозначные отзывы, многие хвалили его уникальную тематику, но критиковали его неровный тон и отсутствие связности. Джордж Робинсон из The Jewish Week назвал фильм «компетентно созданным» и «в лучшем смысле наводящим на размышления», но признал, что он «кажется довольно поспешным и определённо незавершённым», а также «немного поверхностным». Эзра Глинтер из The Forward назвал центральную идею фильма о единой еврейской контркультуре «в лучшем случае причудливой», заявив: «Хотя многие из этих тем интересны по отдельности, а некоторые могут быть достойны собственных полнометражных документальных фильмов, они не не могут быть объединены в один фильм».